# Verzerrung einer Schätzfunktion
Die Verzerrung oder auch das Bias oder systematischer Fehler einer Schätzfunktion ist in der Schätztheorie, einem Teilgebiet der mathematischen Statistik, diejenige Kennzahl oder Eigenschaft einer Schätzfunktion, welche die systematische Über- oder Unterschätzung der Schätzfunktion quantifiziert.
Erwartungstreue Schätzfunktionen haben per Definition eine Verzerrung von {\textstyle 0}.
Schätzer können durch Regularisierung absichtlich verzerrt werden, um eine kleinere Varianz des Schätzers zu erreichen – es handelt sich dann um Shrinkage-Schätzer.

## Definition
Gegeben sei eine zu schätzende Funktion
{\displaystyle g\colon \Theta \to \mathbb {R} }
sowie ein statistisches Modell {\displaystyle (X,{\mathcal {A}},(P_{\vartheta })_{\vartheta \in \Theta })} und ein Punktschätzer
{\displaystyle T\colon X\to \mathbb {R} }
Dann heißt
{\displaystyle \mathbb {B} _{T}(\vartheta ):=\operatorname {E} _{\vartheta }(T)-g(\vartheta )}
die Verzerrung des Schätzers {\displaystyle T} bei {\displaystyle \vartheta }.
Dabei bezeichnet {\displaystyle \operatorname {E} _{\vartheta }} den Erwartungswert bezüglich des Wahrscheinlichkeitsmaßes {\displaystyle P_{\vartheta }}. Man schreibt das {\displaystyle \vartheta } in {\displaystyle \mathbb {B} _{T}(\vartheta )} und bei {\displaystyle \operatorname {E} _{\vartheta }(T)} tiefgestellt, um hervorzuheben, dass die Größen vom wahren Wert {\displaystyle \vartheta } abhängen.
Die Notation für die Verzerrung ist nicht einheitlich, in der Literatur finden sich u. a. auch {\displaystyle b(\vartheta )}, {\displaystyle b(\vartheta ,T)} oder {\displaystyle \operatorname {Bias} _{\vartheta }(T)}.
Die Verzerrung ist der Erwartungswert des Schätzfehlers.

## Beispiel
Gegeben seien {\displaystyle n} Zufallszahlen, die gleichverteilt in einem Intervall {\displaystyle [0,\vartheta ]} sind. Aufgabe ist, {\displaystyle \vartheta } zu schätzen. Statistisches Modell ist
{\displaystyle ([0,\infty )^{n},{\mathcal {B}}([0,\infty )^{n}),(U_{\vartheta }^{n})_{\vartheta \in \Theta })},
wobei {\displaystyle \Theta =(0,\infty )} und {\displaystyle U_{\vartheta }} die stetige Gleichverteilung auf {\displaystyle [0,\vartheta ]} ist.
Die zu schätzende Funktion ist {\displaystyle g(\vartheta )=\vartheta }, ein möglicher Schätzer wäre
{\displaystyle T(X)=\max(X_{1},\dots ,X_{n})},
da die größte ausgegebene Zufallszahl intuitiv "nah" an der unbekannten Obergrenze  {\displaystyle \vartheta } liegt. Dann ist
{\displaystyle P_{\vartheta }(T\leq c)=\left({\frac {c}{\vartheta }}\right)^{n}}
für alle {\displaystyle c\in [0,\vartheta ]}. Daraus folgt
{\displaystyle \operatorname {E} _{\vartheta }(T)={\frac {n}{n+1}}\vartheta },
somit ist die Verzerrung
{\displaystyle \mathbb {B} _{T}(\vartheta )={\frac {n}{n+1}}\vartheta -\vartheta =-{\frac {\vartheta }{n+1}}}.
Die Verzerrung kommt hier zustande, da der Schätzer den wahren Wert stets unterschätzt, es ist {\displaystyle P_{\vartheta }(T<\vartheta )=1}.

## Eigenschaften
Ist die Verzerrung eines Schätzers für alle {\displaystyle \vartheta \in \Theta } gleich Null, also
{\displaystyle \operatorname {E} _{\vartheta }(T)=g(\vartheta )\quad \mathrm {f{\ddot {u}}r\;alle\;} \vartheta \in \Theta },
so nennt man diesen Schätzer einen erwartungstreuen Schätzer.
Der mittlere quadratische Fehler
{\displaystyle \mathbb {F} _{T}(\vartheta )=\operatorname {E} _{\vartheta }\left(\left(T-g(\vartheta )\right)^{2}\right)}
zerfällt aufgrund des Verschiebungssatzes in Varianz und Verzerrung
{\displaystyle \mathbb {F} _{T}(\vartheta )=\operatorname {Var} _{\vartheta }(T)+\left(\mathbb {B} _{T}(\vartheta )\right)^{2}}
Somit entspricht der mittlere quadratische Fehler bei erwartungstreuen Schätzern genau der Varianz des Schätzers.
Sowohl die Verzerrung als auch der mittlere quadratische Fehler sind wichtige Qualitätskriterien für Punktschätzer. Folglich versucht man, beide möglichst klein zu halten. Es gibt aber Fälle, in denen es zur Minimierung des mittleren quadratischen Fehlers sinnvoll ist, Verzerrung zuzulassen.
So ist im Binomialmodell {\displaystyle X=\{0,\dots ,n\},{\mathcal {A}}={\mathcal {P}}(X),P_{\vartheta }=\operatorname {Bin} _{n,\vartheta }} mit {\displaystyle \vartheta \in [0,1]} ein gleichmäßig bester erwartungstreuer Schätzer gegeben durch
{\displaystyle T_{1}(x)={\frac {x}{n}}},
heißt seine Varianz (und damit auch sein mittlerer quadratischer Fehler) ist für alle {\displaystyle \vartheta } kleiner als die jedes weiteren erwartungstreuen Schätzers. Der Schätzer
{\displaystyle T_{2}={\frac {x+1}{n+2}}}
ist nicht erwartungstreu und folglich verzerrt, besitzt aber für Werte von {\displaystyle \vartheta } nahe an {\displaystyle 0{,}5} einen geringeren mittleren quadratischen Fehler.
Es können also nicht immer Verzerrung und mittlerer quadratischer Fehler gleichzeitig minimiert werden, siehe auch Verzerrung-Varianz-Dilemma.

Beispiel, wenn ein verzerrter Schätzer (blau) besser sein kann als ein unverzerrter Schätzer (gelb), da der verzerrte Schätzer eine kleinere Streuung besitzt.